# Mateusz Nagórski
Mateusz Nagórski (ur. 18 lipca 1986 w Warszawie) – polski wokalista, gitarzysta i kompozytor. Wykonawca piosenek Jacka Kaczmarskiego. Współautor – obok krakowskiego poety i autora tekstów Michała Zabłockiego – debiutanckiej płyty zespołu Czarne Korki pt. Lalala. Płyta została oceniona przez Wojciecha Manna w tygodniku Polityka pięcioma gwiazdkami na sześć możliwych.
W swoim repertuarze ma piosenki Jacka Kaczmarskiego, które wykonuje od 2005 roku. Występował, w charakterze gwiazdy wieczoru, na kilku festiwalach z kręgu piosenki poetyckiej: Ogólnopolskim Festiwalu Piosenki Artystycznej (OFPA) w Rybniku, Festiwalu im. Jacka Kaczmarskiego Nadzieja w Kołobrzegu, Festiwalu Łódźstock w Łodzi.
Mateusz Nagórski jest również autorem muzyki do wierszy Jacka Kaczmarskiego, które nie zostały opatrzone autorską muzyką. Z takich piosenek składa się płyta Skruchy i erotyki dla Ewy (wyd. Dalmafon), stworzona we współpracy z Andrzejem Dębowskim.
Szóstego listopada 2015 miała miejsce premiera płyty Jacek Kaczmarski w świecie baśni, zawierającej piosenki Jacka Kaczmarskiego w jego wykonaniu. W 2018 roku wraz z Miłoszem Wośko nagrali płytę Mój Zodiak do słów 14 wierszy Jacka Kaczmarskiego z końca lat 80. XX wieku.

## Dyskografia

### Albumy
- 2011 – Czarne Korki: Lalala[7] (Polskie Radio) – współautor muzyki
- 2015 – Skruchy i erotyki dla Ewy[8] (Dalmafon)
- 2015 – Jacek Kaczmarski w świecie baśni[6] (Dalmafon)
- 2018 – Mój Zodiak[9] (Stara Fala)
- 2020 – Jacek Kaczmarski o wolności[10] (Stara Fala)

### Single
- 2016 – Inteligencjo (piosenka promująca spektakl Święty)
- 2017 – Korek
- 2020 – Szklana Góra